# Magneetrots
De Magneetrots is een berg in het zuiden van Sipaliwini in Suriname. Hij ligt samen met de Teboe en de Roseveltpiek geïsoleerd langs de Tapanahonyrivier en heeft een hoogte van 376 meter.
De Magneetrots werd in augustus 1904 bezocht tijdens de Tapanahony-expeditie onder leiding van Alphons Franssen Herderschee. De eerste beklimming lukte niet, maar het lukte wel bij de tweede poging. Tijdens de beklimming werden magnetische storingen waargenomen en de berg heeft om die reden de naam magneetrots gekregen.